# Ommatius amula
Ommatius amula là một loài ruồi trong họ Asilidae. Ommatius amula được Curran miêu tả năm 1928.